# Đền thờ động Dambulla
Đền thờ động Dambulla (Sinhalese: Dam̆būlū Len Vihāraya, Tamil Tampuḷḷai Poṟkōvil) còn được gọi là Đền Vàng của Dambulla là một Di sản thế giới được UNESCO công nhận nằm tại trung tâm của Sri Lanka. Nó nằm cách khoảng có khoảng cách 148 kilômét (92 mi) về phía đông của Colombo, 72 kilômét (45 mi) về phía bắc của Kandy và 43 km (27 mi) về phía bắc của Matale.
Đây là quần thể đền hang lớn nhất và bảo tồn tốt nhất tại Sri Lanka. Các tháp đá cao 160 mét so với khu vực đồng bằng xung quanh. Tại đây có hơn 80 hang động được ghi nhận. Các điểm tham quan chính bao gộm 5 hang động là nơi có chứa các bức tượng và tranh, hầu hết chúng có liên quan đến Đức Phật và cuộc sống của ngài. Có tổng cộng 153 bức tượng Phật, 3 bức tượng của các vị vua Sri Lanka và 4 bức tượng của các vị thần và nữ thần. Sau này có thêm tượng của hai vị thần Hindu là Vishnu và Ganesha. Các bức tranh tường được vẽ có tổng diện tích 2.100 mét vuông (23.000 foot vuông). Miêu tả trên các bức tường của hang động bao gồm sự cám dỗ của quỷ Mara, và bài giảng đầu tiên của Đức Phật.
Người Sri Lanka thời tiền sử đã sống trong những hang động trước khi Phật giáo xuất hiện ở Sri Lanka qua những bãi chôn lấp với bộ xương của con người khoảng 2700 năm tuổi khu lĩnh vực này, tại Ibbankatuwa gần khu phức hợp hang động Dambulla.

## Lịch sử
Quần thể hang động này có từ thế kỷ 1 TCN. Nó có 5 hang động nằm dưới một tảng đá lớn nhô ra và được chạm khắc một mái hắt để giữ cho bên trong hang khô ráo. Vào năm 1938, kiến trúc được tôn tạo với hàng cột vòm và lối vào. Bên trong các hang động, trần hang được sơn bằng những hoa văn phức tạp của hình ảnh tôn giáo xuống đến các góc. Có những hình ảnh của Đức Phật và Bồ tát, cũng như các vị thần và nữ thần khác.